# Eois subangulata
Eois subangulata är en fjärilsart som beskrevs av Walker 1861. Eois subangulata ingår i släktet Eois och familjen mätare. Inga underarter finns listade i Catalogue of Life.